# Bakersfield Jam 2011-2012
La stagione 2011-12 dei Bakersfield Jam fu la 6ª nella NBA D-League per la franchigia.
I Bakersfield Jam arrivarono terzi nella Western Conference con un record di 28-22. Nei play-off vinsero il primo turno con i Dakota Wizards (2-0), perdendo poi la semifinale con i Los Angeles D-Fenders (2-0).

## Roster
| N° | Naz.                   | Ruolo | Sportivo               | Anno | Alt. | Peso |
| -- | ---------------------- | ----- | ---------------------- | ---- | ---- | ---- |
| 9  | Stati Uniti (bandiera) | G     | Jeremy Wise            | 1986 | 185  | 75   |
| 11 | Stati Uniti (bandiera) | G     | Mustapha Farrakhan     | 1988 | 193  | 82   |
| 14 | Stati Uniti (bandiera) | G     | Eric Bledsoe           | 1989 | 185  | 88   |
| 14 | Stati Uniti (bandiera) | G     | Justin Graham          | 1988 | 193  | 88   |
| 15 | Stati Uniti (bandiera) | G     | Anthony Harris         | 1985 | 188  | 86   |
| 15 | Stati Uniti (bandiera) | G     | Trey Johnson           | 1984 | 198  | 98   |
| 17 | Stati Uniti (bandiera) | G     | Osiris Eldridge        | 1988 | 191  | 86   |
| 20 | Stati Uniti (bandiera) | G     | Anthony Gurley         | 1988 | 191  | 88   |
| 20 | Stati Uniti (bandiera) | G     | Travis Leslie          | 1990 | 193  | 93   |
| 20 | Stati Uniti (bandiera) | GA    | Derrick O'Neil         | 1987 | 196  | 86   |
| 21 | Stati Uniti (bandiera) | G     | Jeremy Hazell          | 1986 | 196  | 86   |
| 21 | Stati Uniti (bandiera) | A     | Damian Johnson         | 1987 | 201  | 91   |
| 21 | Stati Uniti (bandiera) | AC    | Jamie Vanderbeken      | 1987 | 211  | 109  |
| 22 | Stati Uniti (bandiera) | A     | Adrian Thomas          | 1987 | 201  | 102  |
| 23 | Stati Uniti (bandiera) | A     | Renaldo Major          | 1982 | 201  | 95   |
| 24 | Stati Uniti (bandiera) | A     | Adam Koch              | 1988 | 203  | 116  |
| 32 | Stati Uniti (bandiera) | A     | Juan Pattillo          | 1988 | 198  | 102  |
| 33 | Stati Uniti (bandiera) | GA    | Derrick Byars          | 1984 | 201  | 100  |
| 33 | Stati Uniti (bandiera) | A     | Brandon Wallace        | 1985 | 203  | 102  |
| 34 | Stati Uniti (bandiera) | A     | David Palmer           | 1986 | 206  | 113  |
| 44 | Stati Uniti (bandiera) | C     | Brian Butch            | 1984 | 211  | 109  |
| 50 | El Salvador (bandiera) | C     | Ronnie Aguilar         | 1987 | 216  | 113  |
| 50 | Nigeria (bandiera)     | C     | Solomon Alabi          | 1988 | 216  | 114  |
| 50 | Nigeria (bandiera)     | A     | Chukwudiebere Maduabum | 1991 | 206  | 95   |

## Staff tecnico
- Allenatore: Will Voigt
- Vice-allenatori: John Bryant,  Brian Dignan
- Preparatore atletico: Shaun Mirza